# KK Podravac Virje
Košarkaški klub Podravac je hrvatski košarkaški klub iz Virja.

## Momčad
Osnovan je 1975. godine. Okuplja oko 130 košarkaša i košarkašica u šest muških i pet ženskih dobnih kategorija.
Najbolja muška ekipa natječe se u A-2 košarkaškoj ligi skupina sjever, a najbolja ženska u II košarkaškoj ligi skupina sjever - istok. 
Najveći uspjeh košarkaši Podravca postigli su u sezoni 1997./98. kada su nastupali u A-1, prvoj košarkaškoj ligi. Prošle sezone (2007/08.) košarkaši Podravca osvojili su drugo mjesto u A-2 košarkaškoj ligi, skupina sjever.

## Djevojčad
Ženski klub je osnovan 2000. godine, a najveći uspjeh je postigao u sezoni 2007./08. kada je igrao u Ligi za prvaka A-2, odnosno u kvalifikacijama za prvu žensku košarkašku ligu.

## Internet stranica
Od rujna 2009. godine ima svoje službene internetske stranice.
- Klupske stranice www.kk-podravac.hr